# 展覧会

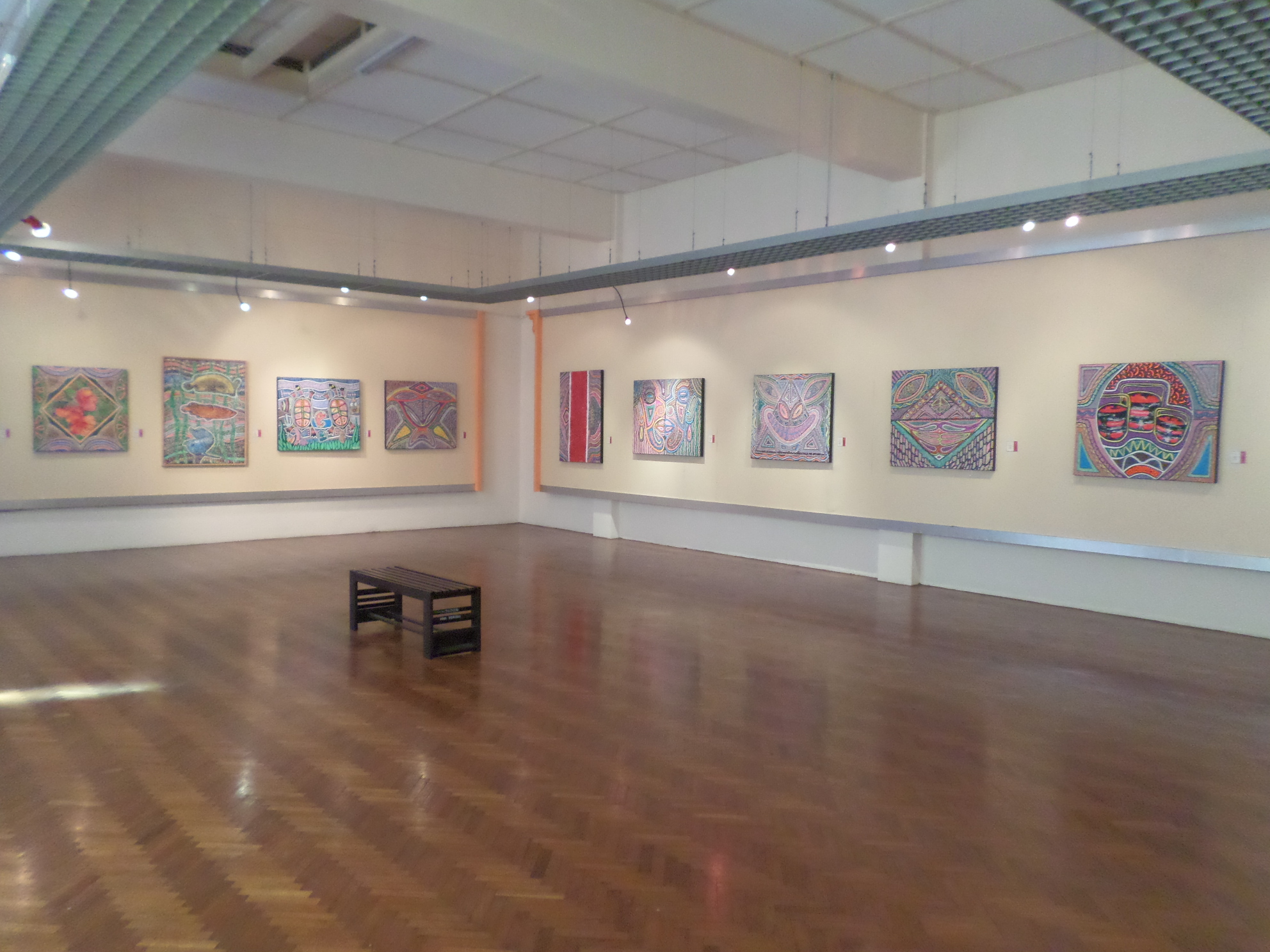
展覧会

展覧会（てんらんかい）とは、一般に、博物館において行われる歴史的資料、人物的資料、工芸・美術作品等を公開するための展示企画のことを称する。ある個人の作品のみを集めて開く展覧会を個展と呼ぶ。
似たようなものに、展示会と博覧会があるが、前者は美術工芸品ではなく、ビジネスに関係した工業製品を展示し、商売に結び付けようとする企画で、新しいビジネスを求めている企業向けであり、通常は博物館や美術館では開催されない。また、後者は対象物としては、展示会的なものを中心として展覧会的なものを加え、ビジネスマン向けとともに、むしろ一般人向けにも企画され、博物館や美術館よりも大規模な会場（ほとんどの場合、専用として新たに設けられた会場）で行われる。

## 美術展
展覧会のうち、美術工芸作品を展示するものを、美術展または工芸展、作品展という。
美術展の分類法としては様々な分け方があり、例えば、テーマで切る方法、人で切る方法、公募展と企画展とで分ける方法などがある。
日本における展覧会（美術展）としては、1907年（明治40年）にすでに文展（文部省美術展覧会）の第1回展が開催され、1914年（大正3年）には二科会も開始しているなど（二科展受賞者入選数一覧）、すでに100年以上の歴史を持つ。